# Aitsu no Kanojo
Aitsu no Kanojo (アイツノカノジョ Someone's Girlfriend, n.đ. "Bạn gái người ta") là một bộ truyện tranh trên mạng của Nhật Bản do Nikumaru viết và vẽ minh họa. Truyện được đăng dài kỳ trên trang web Sunday Webry của Shogakukan kể từ tháng 9 năm 2022.

## Nội dung
Đã gần một năm kể từ khi hai người bạn thân của Riku là Shizuku và Takuto bắt đầu hẹn hò nhưng Riku vẫn luôn day dứt. Ngày đầu năm cuối cấp ba trung học, Riku bỗng mơ thấy Shizuku làm cậu càng không thể quên được hình bóng cô bạn thân. Đêm đó Shizuku đến nhà cậu trú mưa và bất ngờ tỏ vẻ quyến rũ: "Cậu muốn làm gì tớ cũng được hết." Nhưng giờ cô ấy lại là bạn gái của người bạn thân nhất của cậu. Từ giờ cho đến lúc tốt nghiệp, một chuyện tình nguy hiểm đang chớm nở.

## Nhân vật
Minase Shizuku (水瀬 雫)
Nữ nhân vật chính, bạn thân từ nhỏ của Riku và Takuto. Trong truyện, Shizuku đang là bạn gái của Takuto, nhưng thường bí mật bày tỏ tình cảm với Riku và chỉ cần cậu đồng ý, sẽ chia tay Takuto. Dù nhiều lần Shizuku tỏ ý muốn quan hệ với Riku nhưng cậu luôn tìm cách né tránh. Cô đang giữ một bí mật nào đó, nhưng có vẻ sẽ chỉ được tiết lộ vào lúc tốt nghiệp.
Ishizuki Riku (石月 リク)
Nhân vật nam chính, bạn thân từ nhỏ của Shizuku và Takuto. Riku rất thích Shizuku, nhưng vì cô đang là bạn gái của cậu bạn thân Takuto nên cậu chọn chôn chặt tình cảm của mình. Cậu rất quan tâm Shizuku và thường hay bảo vệ, giúp đỡ cô ấy.
Sorano Takuto (空野 タクト)
Nhân vật phụ, bạn thân từ nhỏ của Riku và Shizuku. Trong truyện, cậu là bạn trai của Shizuku.

## Xuất bản

### Manga
Aitsu no Kanojo lần đầu được xuất bản dưới dạng một tập truyện ngắn trên trang đọc truyện trực tuyến Sunday Webry của Shogakukan vào ngày 27 tháng 11 năm 2021 và bắt đầu đăng dài kỳ kể từ ngày 30 tháng 9 năm 2022. Nhà xuất bản Shogakukan đã gom các chương truyện thành nhiều tập tankōbon, với tập đầu tiên phát hành vào ngày 10 tháng 2 năm 2023 và tính đến ngày 12 tháng 2 năm 2025, có 6 tập được phát hành.
Seven Seas Entertainment đã mua bản quyền để phát hành bộ truyện bằng tiếng Anh ở khu vực Bắc Mỹ, tập đầu tiên của bộ truyện phát hành vào ngày 27 tháng 8 năm 2024.
| # | Phát hành tiếng Nhật | Phát hành tiếng Nhật | Phát hành tiếng Anh  | Phát hành tiếng Anh |
| # | Ngày phát hành       | ISBN                 | Ngày phát hành       | ISBN                |
| - | -------------------- | -------------------- | -------------------- | ------------------- |
| 1 | 10 tháng 2 năm 2023  | 978-4-09-851600-1    | 27 tháng 8 năm 2024  | 979-8-89160-277-9   |
| 2 | 9 tháng 8 năm 2023   | 978-4-09-852773-1    | 17 tháng 12 năm 2024 | 979-8-89160-278-6   |
| 3 | 12 tháng 1 năm 2024  | 978-4-09-853083-0    | 22 tháng 4 năm 2025  | 979-8-89160-929-7   |
| 4 | 11 tháng 6 năm 2024  | 978-4-09-853397-8    |                      |                     |
| 5 | 10 tháng 10 năm 2024 | 978-4-09-853624-5    |                      |                     |
| 6 | 12 tháng 2 năm 2025  | 978-4-09-853846-1    |                      |                     |

### Khác
Dự án hợp tác giữa tạp chí Weekly Shōnen Sunday, trang web phân phối truyện tranh trực tuyến Sunday Webry và dự án âm nhạc MAISONdes phát hành một video bài hát dựa trên bộ truyện mang tên "Furi" đăng trên kênh YouTube của MAISONdes vào ngày 4 tháng 4 năm 2025. Bài hát do Daibakuhashin sáng tác và Rei trình bày.

## Giải thưởng
Bộ truyện được đề cử cho giải thưởng Tsugi ni kuru Manga Taishō năm 2023 ở hạng mục truyện tranh trên web, và xếp thứ 20 trong cùng hạng mục của giải vào năm 2024.